# تئودور اچ گباله
تئودور اچ گباله (انگلیسی: Theodore H. Geballe؛ زاده ۲۰ ژانویهٔ ۱۹۲۰) یک فیزیک‌دان اهل ایالات متحده آمریکا است.